# Freestyle Canada
Freestyle Canada est la fédération sportive de ski acrobatique du Canada. En tant que fédération nationale, l'organisation est membre du Comité olympique canadien.
Elle est l'une des composantes de l'Association canadienne des sports d'hiver.

## Équipes
- Équipe nationale de bosses
- Équipe nationale de sauts
- Équipe nationale de slopestyle
- Équipe nationale de demi-lune

## Compétitions
- Coupes du monde canadiennes
- Coupe Canada

## Identité visuelle

Depuis 2017